# Jorge Soto (ciclista)
Jorge Adelbio Soto Pereira (nascido em 8 de agosto de 1986) é um ciclista uruguaio, que participa em competições de ciclismo de estrada e pista. Representou sua nação durante os Jogos Olímpicos de 2012, na prova de corrida em estrada.